# Hans Jakob Wörner (Chemiker)
Hans Jakob Wörner  (* 13. März 1981 in Freiburg im Breisgau) ist ein deutsch-schweizerischer Physikochemiker. Er ist Professor an der ETH Zürich.

## Leben
Wörner studierte Chemie an der ETH Zürich mit dem Diplom 2003 und der Promotion 2007 bei Frédéric Merkt. In seiner Dissertation (High-resolution spectroscopic studies of non-Born-Oppenheimer effects) befasste er sich mit Phänomenen, die nicht durch die Born-Oppenheimer-Näherung beschreibbar sind und die er mit hochauflösender Laserspektroskopie im extremen Ultraviolett untersuchte. Er konnte dabei ein bedeutendes spektroskopisches Problem lösen. Durch eine originelle Beschreibung der geometrischen Phase im molekularen Tunneleffekt konnte er erstmals die rotationsaufgelösten Spektren des Methankations (CH4+) und seiner Isotopomere (CH3D+ und CD3H+) zuordnen. Als Post-Doktorand war er am Laboratoire Aimé Cotton des CNRS in Orsay bei Christian Jungen und am Joint Laboratory of Attosecond Science in Ottawa bei Paul Corkum. Dort entwickelte er eine neuartige Methode für die Beobachtung von Elektronenbewegungen während chemischer Reaktionen. 2010 erhielt er eine Förderprofessur des Schweizerischen Nationalfonds am Laboratorium für Physikalische Chemie der ETH Zürich. 2013 erhielt er eine feste Professur. Er ist dort Gruppenleiter der Atto-Gruppe (Ultrafast Spectroscopy and Attosecond Science).

## Werk
Mit seiner Forschungsgruppe beobachtete als einer der Ersten Subfemtosekunden-Quantendynamik von Elektronen in Molekülen, insbesondere die Ladungsmigration in einem ionisierten Molekül und die Ionissationsdynamik von Molekülen auf der Attosekundenskala. Weitere Pionierleistungen umfassen die Entwicklung der Attosekundenspektroskopie in der flüssigen Phase, von laborbasierter Röntgenspektroskopie auf der Femto- und der Subfemtosekundenskala, sowie neuartiger Methoden für die zeitaufgelöste Messung von molekularer Chiralität in chemischen Reaktionen.
Seine Forschungsgruppe hält den aktuellen Weltrekord des kürzesten je gemessenen Laserpulses (43 Attosekunden).

## Ehrungen und Preise
- 2012 ERC Starting Grant des Europäischen Forschungsrats
- 2012 Grammaticakis-Neumann Prize der Schweizerischen Chemischen Gesellschaft
- 2012 Ružička-Preis der ETH Zürich
- 2013 Wahl zum Mitglied der Jungen Akademie für den Zeitraum 2013–2018
- 2013 Nernst-Haber-Bodenstein-Preis der Deutschen Bunsen-Gesellschaft für Physikalische Chemie
- 2013 Broida-Preis des International Symposium on Free Radicals
- 2014 Klung-Wilhelmy-Wissenschafts-Preis der FU Berlin
- 2015 Carus-Preis der Leopoldina,
- 2018 ERC Consolidator Grant des Europäischen Forschungsrats
- 2018 Coblentz Award der Coblentz Society
- 2020 New Horizons Lectureship der International Solvay Institutes
- 2025 Honor Award for Scientific Excellence, American Chemical Society Division for Environmental Chemistry